# Файга Островер
Файга Перла Островер (на португалски: Fayga Perla Ostrower) е бразилска художничка.

## Биография
Тя е родена на 14 септември 1920 година в Лодз, Полша, в еврейско семейство, което малко по-късно се премества в Германия, а през 1934 година — в Бразилия. В средата на 40-те години започва да се занимава с изкуство и през 50-те години вече е известна със своите гравюри върху метал и дърво. Дълго време преподава композиция и критически анализ в Рио де Жанейро.
Файга Островер умира на 13 септември 2001 година в Рио де Жанейро.